# Steinberg am Rofan
Steinberg am Rofan è un comune austriaco di 285 abitanti nel distretto di Schwaz, in Tirolo.